# 里馬河

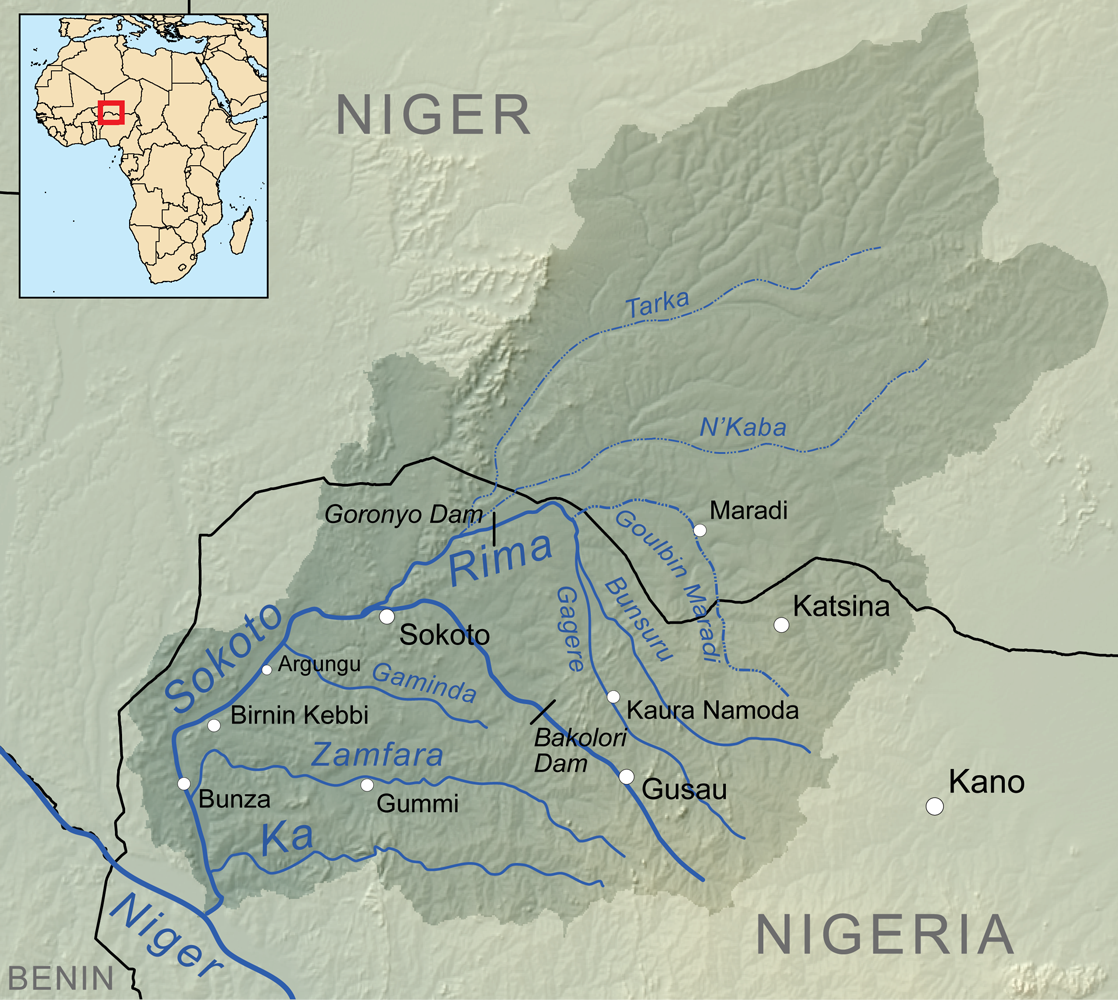

里馬河是尼日利亞的河流，位於該國西北部，河道全長220公里，流域面積105,000平方公里，發源自卡齊納州，最終注入索科托河，河水用作灌溉約一萬畝農地。